# Jason Holland (hokeista)
Jason Holland (ur. 30 kwietnia 1976 w Morinville) – niemiecki hokeista kanadyjskiego pochodzenia, reprezentant Niemiec.

## Kariera
- Kamloops Blazers (1992–1996)
- Kentucky Thoroughblades (1996–1998)
- New York Islanders (1996–1997)
- Buffalo Sabres (1998–2001)
  -  Rochester Americans (1998–2001)
- Los Angeles Kings (2001–2004)
  -  Manchester Monarchs (2001–2003)
- HC Alleghe (2004)
- Manchester Monarchs (2004–2005)
- ERC Ingolstadt (2005–2009)
- DEG Metro Stars (2009–2012)
- Fort Saskatchewan Chiefs (2013)

## Sukcesy
- Ed Chynoweth Cup 1994 i 1995 z Kamloops Blazers
- Memorial Cup 1994 i 1995 z Kamloops Blazers